# 손지상
손지상(孫志尚, 1986년 3월 5일 ~ )은 대한민국의 소설가, 만화 평론가, 번역가이다. 저서로 단편 〈당신의 苦를 삽니다〉, 장편 《데스매치로 속죄하라》, 《우주아이돌 배달작전》 등이 있고, 스토리 작법서 《스토리 트레이닝》 시리즈가 있다. 한국과학소설작가연대 회원이다.

## 약력
어머니는 운동 선수 출신, 아버지는 군인이었다. 어려서부터 책을 많이 읽었고, 중앙대학교 심리학과에 입학했다. 대학에서 선배로부터 "생각에 논리의 뼈대만 있고 감정의 살이 없다"는 말을 듣고 소설을 읽기 시작했다. 1년 뒤 오야부 하루히코의 《야수는 죽어야 한다》와 츠츠이 야스타카의 단편집을 읽고 큰 충격을 받아 소설을 쓰기 시작했다.
문화체육관광부에서 후원하는 '사이버문학광장 문장'에 올린 단편소설 〈인간돼지〉로 2007년 주간 우수상을 받았고, 〈당신의 苦를 삽니다〉로 장르부문 연간 최우수상을 받았다. 2015년에 만화 《시구루이》 평론으로 '크리틱엠' 만화평론 신인우수상을 받았다. 2015년에 작법서 《스토리 트레이닝》을 냈고, 2016년부터 일본 소설 번역도 하고 있다.

## 저작 목록

### 소설
- 스쿨 하프보일드(2014)
- 데스매치로 속죄하라(2014)
- 일만 킬로미터 너머 그대(2016)
- 우주아이돌 배달작전(2018)
- 죽은 눈의 소녀와 분리수거 기록부(2019)

### 비문학
- 스토리 트레이닝 : 이론편(2015)
- 스토리 트레이닝 : 실전편(2015)
- 스토리 트레이닝 : 단편소설편(2016)
- 서브컬처계를 여행하는 히치하이커를 위한 가이드(2020)

### 역서
- 슬픔의 밑바닥에서 고양이가 가르쳐준 소중한 것(다키모리 고토, 2016년 출간)
- 이별의 순간 개가 전해준 따뜻한 것(아키야마 미쓰코, 2017년 출간)
- 나와 그녀의 왼손(츠지도 유메, 2018년 출간)
- 밤하늘은 올려다보는 그대에게 상냥하게(마쿠라기 미루타, 2019년 출간)
- 찾아올 이를 그리워하는 밤의 달(미치오 슈스케, 2019년 출간)
- 누구나 결국은 비정규직이 된다(나카자와 쇼고, 2019년 출간)
- 밀어줄까?(유키 슌, 2019년 출간)
- 지금, 죽는 꿈을 꾸었습니까(츠지도 유메, 2018년 출간)

### 공저
- 거대 괴수 앤솔로지(2015)
- 해적 앤솔로지(2016)
- 아직은 끝이 아니야(2019)